# Phasia ferruginea
Phasia ferruginea är en tvåvingeart som först beskrevs av Jean-Baptiste Robineau-Desvoidy 1830.  Phasia ferruginea ingår i släktet Phasia och familjen parasitflugor.
Artens utbredningsområde är Frankrike. Inga underarter finns listade i Catalogue of Life.